# Commugny
Commugny é uma comuna suíça do Cantão de Vaud pertencente ao distrito de Nyon. Faz parte de uma das nove comunas da Terra Santa. Tem fronteira com o País de Gex francês.
A três quartos agrícola, do lado Oeste, é devido à passagem da estrada do Lago que as construções se reúnem do lado Este.

## História
Em 1904 foram encontrados vestígios de uma importante habitação  Galo-romanas a vocação agrícola composta por um  peristilo,  banhos, e com mosaicos e pinturas murais,  datadas de 35-45 D.C. e que são de uma qualidade excepcional.
A descoberta de pinturas murais de grande importância artística deu lugar a uma exposição no Museu Romano de Nyon e à publicação de uma obra por parte do museu  que é responsável desse património.

## Monumentos
A Igreja de Commugny, dedicada a São Cristóvão, foi construída por volta do século VI e parece ter coincidido com a doação das Terras de Commugny à Abadia de Saint-Maurice (Agauno) no cantão do Valais.